# Марк Фульвий Нобилиор (консул 159 года до н. э.)
Марк Фульвий Нобилиор (лат. Marcus Fulvius Nobilior; II век до н. э.) — римский политический деятель из плебейского рода Фульвиев, консул 159 года до н. э. Сын консула 189 года до н. э. того же имени.
В 171 году до н. э. Нобилиор занимал должность народного трибуна, в 166 году до н. э. — должность эдила. Именно он организовал представление, на котором зрители увидели комедию Теренция «Девушка с Андроса». Не позже 162 года до н. э., учитывая требования закона Виллия, Нобилиор должен был получить претуру. В 159 году до н. э. он стал консулом совместно с патрицием Гнеем Корнелием Долабеллой. В этой должности Марк Фульвий воевал с лигурами и в следующем году был удостоен триумфа, имея на тот момент империй проконсула.